# Casa Pagès (Girona)
La Casa Pagès és un edifici del municipi de Girona que forma part de l'Inventari del Patrimoni Arquitectònic de Catalunya.

## Descripció
És un edifici de planta baixa, dos pisos. Presenta planta rectangular i composició de façana lliure. Hi ha dos accessos diferencials en façana i en teulats. Un d'ells es produeix per llinda plenera amb la següent inscripció: "ANTHONII.PAGES.PBRI.SIKR […] NI, ORIUNOI. ET. AMICO […] SVO" i una data indescriptible degut una restauració posterior de la pedra. La porta dona lloc a un petit pati d'accés amb escala metàl·lica a la planta. L'altra entrada és de modillons. Al seu damunt hi ha finestres gòtic-renaixentistes de motius florals. El cos de la primera porta és més baixa que el segon accés. En aquest últim s'han arranjat el teulat fent-hi uns badius d'estructura metàl·lica, Aquesta segons porta també dona a un petit pati d'accés. L'edifici està situat en la part posterior de la Pabordia.
Fou la casa del prevere Antoni Pagès, oriünd de Celrà. Es creu que és del 1550. A l'arxiu catedralici es conserven dades dels habitatges des de l'any 1493. Sembla pertànyer al matrimoni d'arquitectes Escribà-Nadal.